# Arte Deutschland TV
Arte Deutschland TV GmbH est une société allemande d'édition de programmes de télévision créée le 30 avril 1991 en tant que pôle allemand de la chaîne franco-allemande Arte à la création de cette dernière à la même date.

## Histoire de la société
Le 2 octobre 1990, à la veille de la réunification allemande, un traité interétatique entre la France et les onze länder allemands établissant les fondements d'une Chaîne Culturelle Européenne (CCE) est signé à Berlin. Le 30 avril 1991, la chaîne Arte, pour « Association relative à la télévision européenne », est créée sous la forme d'un groupement européen d'intérêt économique (GEIE). Le groupement est composé de deux pôles paritaires : La Sept en France et Arte Deutschland TV GmbH en Allemagne.
Le 30 mai 1992, Arte commence sa diffusion par câble et satellite lors d'une soirée spéciale en direct de l'Opéra de Strasbourg.

## Identité visuelle (logo)

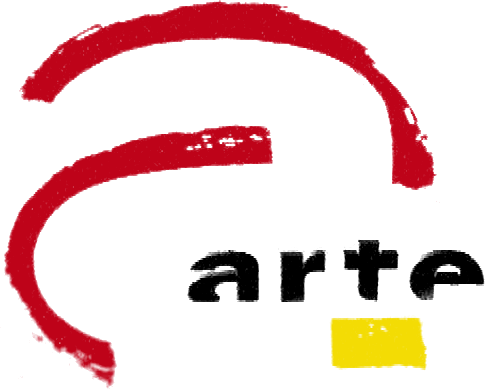
Logo de Arte Deutschland TV GmbH du 30 mai 1992 au 2 janvier 1995.
Logo de Arte Deutschland TV GmbH du 2 janvier 1995 au 25 mars 2017.
Logo de Arte Deutschland TV GmbH depuis le 25 mars 2017.

## Organisation
En collaboration avec Arte France, Arte Deutschland TV GmbH est responsable du financement et du contrôle du GEIE à Strasbourg et est représenté dans tous les organes et organismes d'Arte GEIE. Le pôle allemand présente des propositions de programme et produit des programmes qui sont diffusés après approbation par le Comité du programme d'Arte.

### Dirigeants
Directeurs-généraux et coordinateurs pour ARD
- Gert Opitz : 1er mai 1991 - 1995
- Dr Klaus Wenger : 1995 - 2012
- Peter Latzel : juin 2012 - novembre 2016
- Dr. Markus Nievelstein : décembre 2016

Directeurs-généraux et coordinateurs pour ZDF
- Wolfgang Bernhard : 1er mai 1991 - 1992
- Dr Hans-Günther Brüske : 1992 - 2001
- Heiko Holefleisch : 2001 - 2011
- Wolfgang Bergmann : octobre 2011

### Conseil de surveillance
Le conseil de surveillance réunit les actionnaires d'Arte Deutschland TV Gmbh composé de représentants de tous les radiodiffuseurs publics allemands :
Président des actionnaires d'Arte Deutschland TV Gmbh
- Lutz Marmor

Vice-Président
- Dr Thomas Bellut, directeur ZDF

Membres du conseil de surveillance
- ARD
  - BR : Ulrich Wilhelm, directeur
  - HR : Manfred Krupp, directeur
  - MDR : Prof. Dr Karola Wille, directrice
  - NDR : Joachim Knuth, directeur
  - RB : Yvette Gerner, directrice
  - RBB : Patricia Schlesinger, directrice
  - SR : Prof. Thomas Kleist, directeur
  - SWR : Kai Gniffke, directeur
  - WDR : Tom Buhrow, directeur
- ZDF
  - Dr Thomas Bellut, directeur
  - Dr Frank-Dieter Freiling, chef du département des affaires internationales
  - Peter Weber, avocat général

### Capital
Le capital d'Arte Deutschland TV GmbH est détenu conjointement par les entreprises de télévision publiques :
- ARD (50 %)
- ZDF (50 %)

### Siège social
Le siège de Arte Deutschland TV GmbH se situe Schützenstraße 1 à Baden-Baden, en Bade-Wurtemberg.

## Activités

### Télévision
Arte Deutschland TV GmbH participe au capital de la chaîne de télévision Arte, chaîne franco-allemande à vocation culturelle européenne détenue à parité avec Arte France.
Arte Deutschland TV GmbH effectue également des tâches centrales dans le domaine de la communication liée au programme en Allemagne et coopère avec de nombreux partenaires culturels et médiatiques.

### Production
Arte Deutschland TV GmbH, comme Arte France, est chargée de concevoir, produire et acheter des programmes pour alimenter la grille d'Arte. Les deux pôles doivent fournir respectivement 40 % des programmes et les chaînes européennes partenaires les 20 % restants.